# ویلی شولتس
ویلی شولتس (به آلمانی: Willi Schulz) بازیکن فوتبال و مدافع اهل آلمان است که از سال ۱۹۵۹ میلادی عضو تیم ملی فوتبال آلمان بوده‌است. وی در ۶۶ بازی ملی حضور داشته است و آخرین بازی ملی خود را در سال ۱۹۷۰ میلادی انجام داد. ویلی شولتس در بازی‌های ملی‌اش گلی به ثمر نرساند.